# Colocleora nampouinei
Colocleora nampouinei là một loài bướm đêm trong họ Geometridae.